# Giovanni Barbagallo (politico 1953)
Giovanni Barbagallo (Acireale, 3 gennaio 1953) è un politico italiano.

## Biografia
Originario di Acireale, è stato un esponente di spicco del Partito Socialista Italiano a Imperia, ricoprendo dal 1975 la carica di consigliere comunale. Dal 1980 al 1983 fu vicesindaco e nel dicembre 1983 venne eletto sindaco di Imperia, succedendo a Claudio Scajola, e fu poi riconfermato nel 1985. Dimessosi dalla carica di sindaco nel luglio 1986, sedette in consiglio comunale ininterrottamente fino al 1995.
Fu segretario provinciale del PSI dal 1985 al 1990 e poi dei Democratici di Sinistra fino al 2002.
Candidato alla Camera nel 1996, nel collegio uninominale di Sanremo per L'Ulivo, ottiene il 35% senza risultare eletto.
Tra i vari incarichi professionali ricoperti, si ricordano quello di consigliere d'amministrazione della Fondazione di Banca Carige e del Mercato dei Fiori di Imperia, e vicepresidente di Autostrada dei Fiori.
Passato nelle file del Partito Democratico, dal maggio 2010 al luglio 2015 fu assessore all'agricoltura, floricoltura, pesca e acquacoltura della Regione Liguria, nella giunta presieduta da Claudio Burlando. Eletto al Consiglio regionale della Liguria nel 2015, ricoprì la carica di vicepresidente del consiglio dall'11 giugno 2019 al 27 ottobre 2020.
Dal settembre del 2021 è presidente della Riviera Trasporti, concessionaria del trasporto pubblico in provincia di Imperia.